# Oligocène
Stratigraphie
Éocène Miocène
Néogène
L’Oligocène est une époque géologique qui s’étend de 33,9 ± 0,1 à 23,03 ± 0,05 millions d'années. Elle suit l’Éocène après la Grande Coupure, et précède le Miocène. C’est la troisième époque de l’ère Cénozoïque et aussi la troisième du Paléogène.
Le nom de l'Oligocène, défini par l'Allemand Heinrich Ernst Beyrich dérive du grec ancien ὀλίγος / olígos, « peu », et καινός / kainós, « récent, nouveau »), en référence à la rareté d’apparition de nouveaux groupes de mammifères durant cette époque, en comparaison de leur rapide radiation évolutive durant l'Éocène.

## Bornes
Le début de l'Oligocène est défini par l'extinction des foraminifères planctoniques Hantkenina et Cribrohantkenina (en).
La fin de l'Oligocène est définie par :
- le début de la chronozone magnétique C6Cn.2n
- la plus faible présence des foraminifères planctoniques Paragloborotalia kugleri
- la quasi-disparition des nanofossiles calcaires Reticulofenestra bisecta (base de la zone NN1).

## Subdivisions
L'Oligocène se subdivise en deux étages géologiques :
- supérieur : Chattien (27,82 - 23,03 ± 0,05 Ma)
- inférieur : Rupélien (33,90 ± 0,10 - 27,82 Ma)

## Tectonique

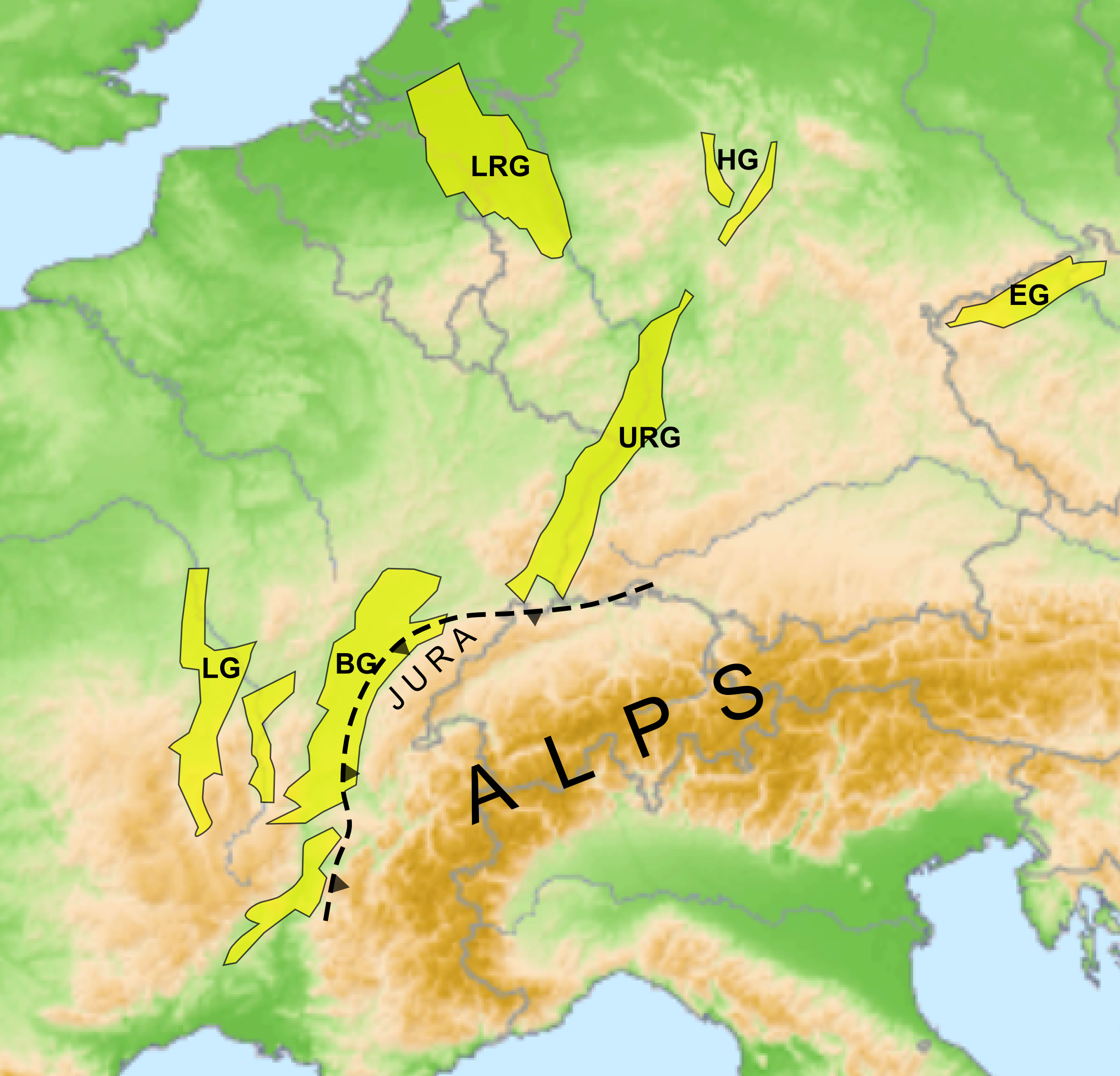
Alors que l'orogenèse alpine liée à la convergence des plaques africaine et européenne, se poursuit, la « Distension Oligocène » favorise la subsidence des principaux grabens ouest-européens : LG=Graben de Limagne, BG=Bresse Graben, URG= Fossé rhénan, LRG=Lower Rhine Graben, HG=Hessian Grabens & EG=Eger Graben.

Durant cette période, la partie occidentale de la plate-forme européenne est soumise à une distension de direction dominante est-ouest, liée au ralentissement du taux d'expansion de l'Atlantique Nord par rapport à l'Atlantique Central. Appelée « Distension Oligocène », elle entraîne l'ouverture du rift ouest-européen.

## Paléoclimatologie
L'Oligocène débute avec la Grande Coupure, marquée par une chute brutale des températures sur toute la planète. Le refroidissement climatique entraine une extinction massive des espèces, surtout sous les latitudes moyennes, où le climat passe de tropical à tempéré. La chute initiale des températures est peut-être liée à l’impact d’une météorite dans la baie de Chesapeake aux États-Unis, et/ou un autre impact en Sibérie.

Le climat frais se maintient pendant plusieurs millions d'années, avant de connaitre un réchauffement en fin de période. Celui-ci se poursuivra durant le Miocène inférieur, jusqu'à atteindre l'optimum climatique de Miocène, entre 18 et 15 millions d'années.

## Paléogéographie

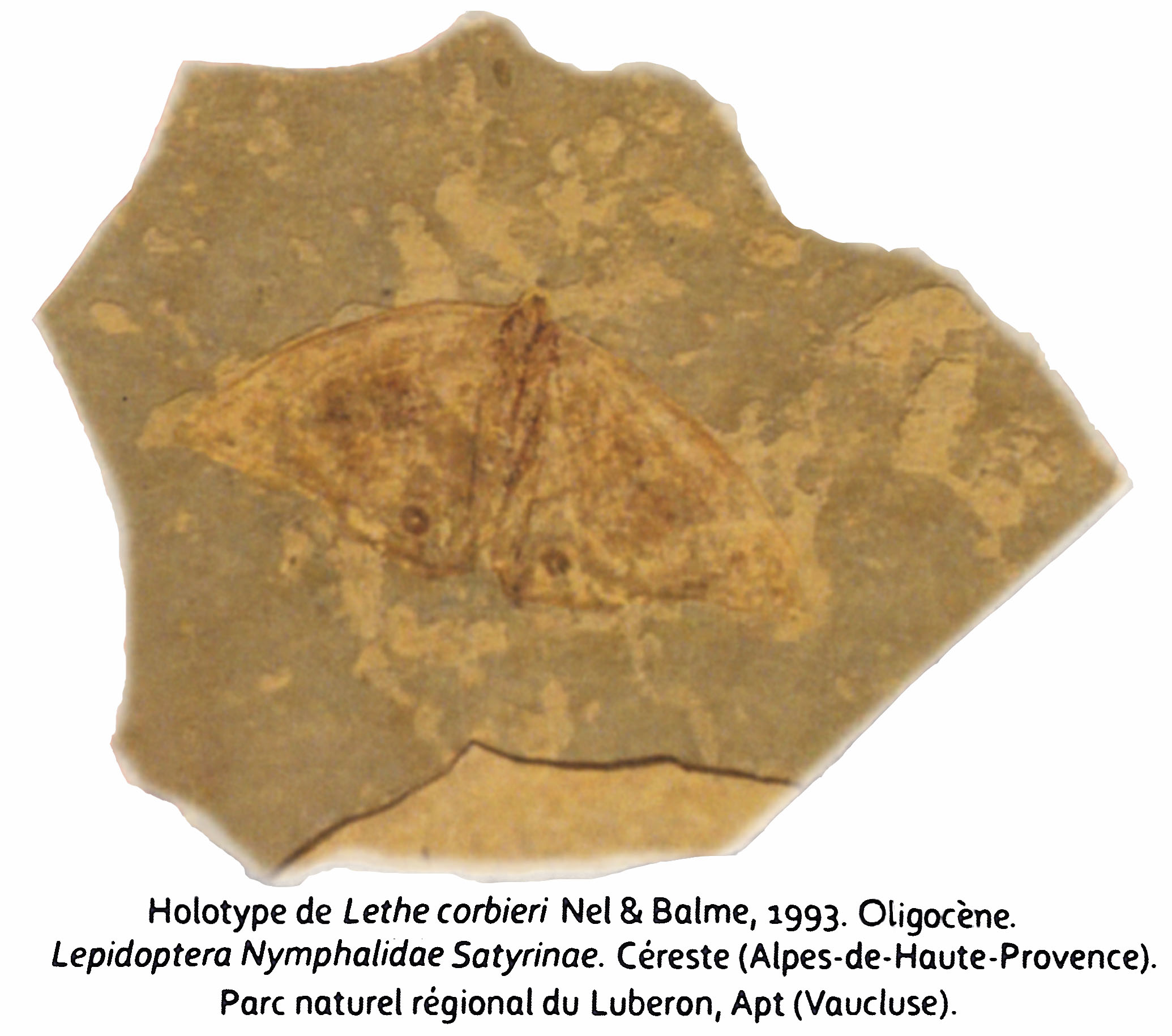
Fossile de Lethe corbieri, papillon de l'Oligocène de Provence.

La tectonique des plaques se poursuit. L’Amérique du Sud et l’Antarctique se séparent en ouvrant le passage de Drake. Le courant circumpolaire antarctique se met en place, ce qui conduit à un refroidissement très net de l’Antarctique, qui se couvre durablement de glaces.
Les montagnes de l’ouest de l’Amérique du Nord continuent leur formation.
La plaque africaine continue sa poussée vers le nord, isolant les restes de Téthys et formant la Méditerranée. Les Alpes et les autres chaines de montagnes du Sud de l'Europe se soulèvent sous cette poussée. La formation du rift ouest-européen à l'avant de la chaine alpine entraine l'approfondissement des aires subsidentes, ce qui favorise la transgression marine du début de l'Oligocène.

## Flore
Les Angiospermes continuent leur expansion. De nombreuses forêts tropicales et intertropicales sont remplacées par des forêts tempérées d’arbres à feuilles caduques. Les graminées s’étendent depuis les berges des rivières et des lacs mais sans encore former des savanes. Les plaines ouvertes et les déserts deviennent plus fréquents.
En Amérique du Nord, des espèces subtropicales dominent avec des anacardiers, des litchis, des hêtres et des pins. Les légumineuses, joncs et fougères continuent à se diversifier.

## Faune

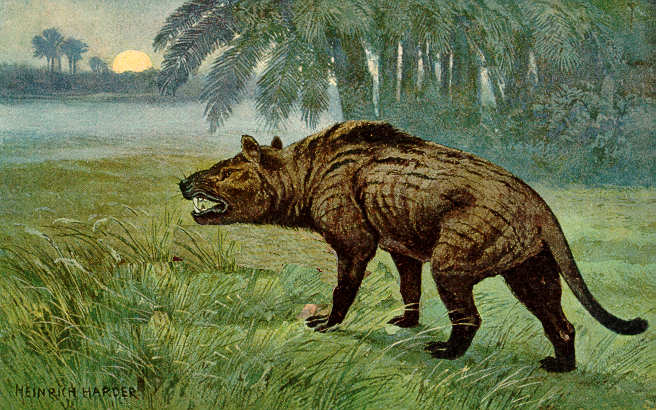
Hyaenodon.

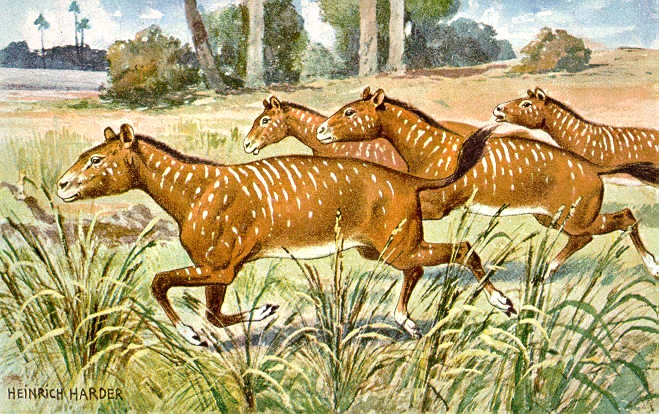
Mesohippus.

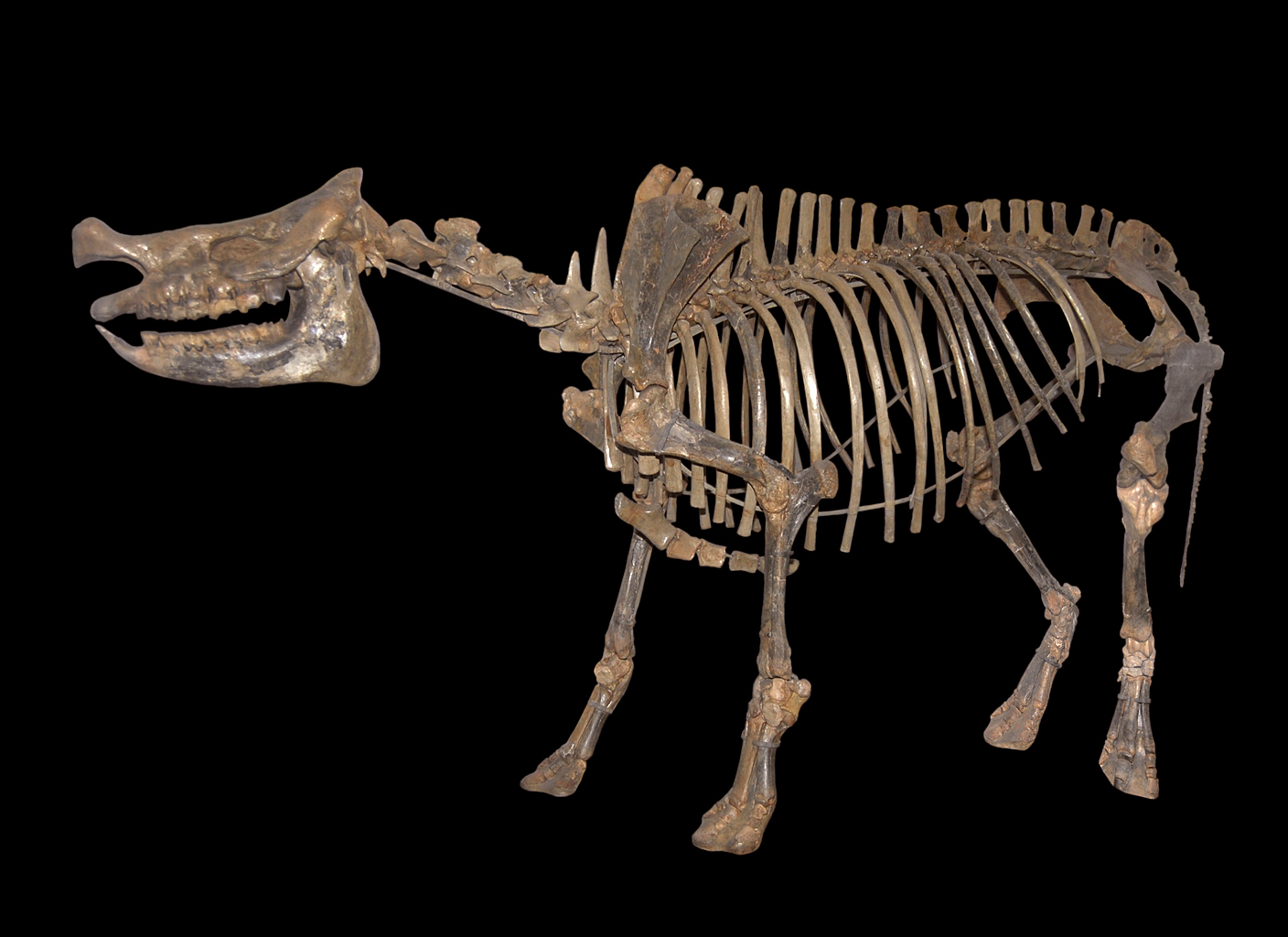
Squelette de Diceratherium, le premier rhinocéros à cornes
(Musée d'histoire naturelle de Londres).

Le début de l’Oligocène est marqué par un refroidissement général, une aridité croissante et le développement des habitats ouverts de type savane aux dépens des milieux forestiers. Ces modifications de l’environnement affectent directement les faunes, particulièrement dans l’hémisphère nord. La faune marine et terrestre est ainsi devenue plus moderne, en raison de l’extinction de formes plus anciennes plutôt que de l’apparition de nouvelles formes.
L’Europe connait une extinction massive et un flux d’animaux d’origine asiatique. S’ensuit une radiation évolutive comme celle de la mégafaune de mammifères herbivores brouteurs des périssodactyles et artiodactyles.
L’Amérique du Sud et l'Australie, isolées des autres continents, développent une faune distincte, où dominent les mammifères marsupiaux. 
Les cétacés dentés apparaissent ainsi que les Carcharhinidae (requins).
Les reptiles restent abondants, les serpents et les lézards se diversifient, mais les Choristodera disparaissent, peut-être à cause du climat.
Le refroidissement climatique de l'Oligocène entraine l'extinction de nombreuses familles archaïques de Primates : Adapiformes, Omomyidae, Eosimiidae, Afrotarsiidae, etc. Platyrrhiniens et Catarrhiniens, apparus vers la fin de l'Éocène, se développent et se diversifient durant l'Oligocène. En fin de période apparaissent les Cercopithecidae et les Hominoidea, qui vont connaitre une radiation évolutive durant le Miocène.